# Sellas Tetteh
Sellas Tetteh Teivi (* 12. Dezember 1956 in Adabraka) ist ein ghanaischer Fußballtrainer. 

## Karriere
Seine Trainerkarriere begann Tetteh beim ghanaischen Erstligisten Liberty Professionals. In der Zeit zwischen 2006 und 2008 war er Co-Trainer der Nationalmannschaft seines Heimatlandes Ghana. Unter Ratomir Dujković nahm er als Assistenztrainer an der Fußball-Weltmeisterschaft 2006 in Deutschland teil und zog mit dem Team ins Achtelfinale ein. In der Partie gegen Brasilien stand Tetteh sogar zeitweise als Trainer an der Außenlinie, da Dujković auf die Tribüne verwiesen worden war. Auch zusammen mit Dujković-Nachfolger Claude Le Roy feierte Tetteh einen Erfolg: Bei der Fußball-Afrikameisterschaft 2008 im Heimatland erreichte die Ghanaische Nationalmannschaft den 3. Platz. Seit 2007 trainiert Tetteh die Ghanaische U-17-Nationalmannschaft, mit denen er an der U-17-Weltmeisterschaft 2007 in Südkorea teilnahm und im Spiel um Platz 3 mit 1:2 gegen die deutsche Auswahl verlor. Außerdem trainiert er seit 2008 die Ghanaische U-20-Nationalmannschaft. Mit diesem Team feierte er bei der Junioren-Fußballweltmeisterschaft 2009 in Ägypten den bisher größten Erfolg seiner Karriere: Am 16. Oktober schlug er in Kairo Brasilien mit 4:3 nach Elfmeterschießen und feierte damit den ersten Titel einer afrikanischen Mannschaft bei einer U-20-Weltmeisterschaft und damit verbunden auch seinen ersten WM-Titel. 
Ab dem 1. März 2010 war Tetteh Nationaltrainer Ruandas und Nachfolger von Branko Tucak. Im Jahr 2011 trennten sich die Wege wieder. Im Dezember 2012 kehrte er zur U-20 Ghanas zurück. Ab 2015 betreut er die Nationalmannschaft von Sierra Leone.